# FIDE Grand Prix
Il FIDE Grand Prix è un circuito di tornei di scacchi che si disputa ogni due anni. È organizzato dalla World Chess (ex Agon) e dalla FIDE. L'attuale formula prevede quattro tornei a eliminazione diretta e ventuno partecipanti, ma soltanto 16 partecipanti per ogni tappa; ogni iscritto può partecipare a tre tornei su quattro. Mette in palio due posti per il Torneo dei candidati destinati al vincitore e al secondo classificato.

## Storia
Il Grand Prix nasce nel 2007 come circuito di tornei collegato al ciclo mondiale 2009-2011. Nel complesso processo di riunificazione del titolo mondiale, la Federazione Internazionale degli Scacchi (FIDE) aveva deciso che lo sfidante del campione del mondo sarebbe stato stabilito in un "match dei candidati" tra il vincitore della Coppa del Mondo di scacchi 2009 e il vincitore del FIDE Grand Prix 2008-2010. Tuttavia nel novembre del 2008 la FIDE decise di reintrodurre il Torneo dei candidati a quindici anni dall'ultima edizione, perciò il Grand Prix avrebbe assegnato due posti al torneo a 8 partecipanti che avrebbe deciso lo sfidante del campione del mondo nel Campionato mondiale del 2012. Da allora il circuito si tiene con cadenza biennale come fase di qualificazione al Campionato del mondo.

## Albo d'oro

### Assoluto
I giocatori qualificati al Torneo dei candidati sono evidenziati con sfondo verde.
| Edizione  | Tappe | Montepremi | Vincitore            | Secondo              | Terzo                  |
| --------- | ----- | ---------- | -------------------- | -------------------- | ---------------------- |
| 2008-2010 | 6     | €1 272 000 | Lewon Aronyan        | Teymur Rəcəbov       | Aleksandr Griščuk      |
| 2012-2013 | 6     | €1 440 000 | Veselin Topalov      | Şəhriyar Məmmədyarov | Fabiano Caruana        |
| 2014-2015 | 4     | €480 000   | Fabiano Caruana      | Hikaru Nakamura      | Dmitrij Jakovenko      |
| 2017      | 4     | €520 000   | Şəhriyar Məmmədyarov | Aleksandr Griščuk    | Teymur Rəcəbov         |
| 2019      | 4     | €800 000   | Aleksandr Griščuk    | Jan Nepomnjaščij     | Maxime Vachier-Lagrave |
| 2022      | 3     | €450 000   | Hikaru Nakamura      | Richárd Rapport      | Wesley So              |

### Femminile
Le giocatrici qualificate per il campionato del mondo femminile sono evidenziate con sfondo blu. Le giocatrici qualificate per il Torneo delle candidate sono evidenziate con sfondo verde. 
| Edizione | Tappe | Montepremi | Vincitrice            | Seconda               | Terza            |
| -------- | ----- | ---------- | --------------------- | --------------------- | ---------------- |
| 2009–11  | 6     | € 300 000  | Hou Yifan             | Koneru Humpy          | Nana Dzagnidze   |
| 2011–12  | 6     | € 300 000  | Hou Yifan             | Koneru Humpy          | Anna Muzyčuk     |
| 2013–14  | 6     | € 450 000  | Hou Yifan             | Koneru Humpy          | Ju Wenjun        |
| 2015–16  | 5     | € 390 000  | Ju Wenjun             | Koneru Humpy          | Valentina Gunina |
| 2019–21  | 4     | € 400 000  | Aleksandra Gorjačkina | Koneru Humpy          | Kateryna Lahno   |
| 2022-23  | 4     | € 400 000  | Kateryna Lahno        | Aleksandra Gorjačkina | Zhu Jiner        |
| 2024-25  | 6     |            |                       |                       |                  |